# Polizeiruf 110 (Świecko)
Dieser Artikel behandelt diejenigen Folgen der deutschen Fernsehkrimi-Filmreihe Polizeiruf 110, deren Ermittler für die deutsch-polnische Mordkommission im Grenzort Świecko arbeiten. Seit 2015 erscheinen davon meist zwei neue Folgen jährlich. Zu den aktuellen, wenn auch nicht in jedem Film des Teams auftretenden, Ermittler-Hauptfiguren gehören Vincent Ross, seit 2022 verkörpert durch André Kaczmarczyk; Alexandra Luschke, dargestellt von Gisa Flake seit 2021, und Karl Rogov, gespielt von Frank Leo Schröder seit 2023. Als Hauptfiguren bereits ausgeschieden sind Olga Lenski, gespielt von Maria Simon bis 2021, und Adam Raczek, von Lucas Gregorowicz dargestellt bis 2022.
Die in Świecko angesiedelten Filme folgen auf die Polizeiruf-110-Filme mit der Hauptfigur Horst Krause, an deren Seite Lenski zuvor schon in Brandenburg ermittelte.

## Hauptfiguren
Die Mordermittler arbeiten für das deutsch-polnische Kommissariat in Świecko.

### Olga Lenski
Der Name Olga Lenski spielt auf Alexander Puschkins Versepos Eugen Onegin an, das auch als Oper von Pjotr Tschaikowsky bekannt ist. Darin ist der Dichter Wladimir Lenski mit der Figur Olga Larina verlobt, wird aber kurz vor der Hochzeit vom Titelhelden im Duell getötet.
Olga Lenski ermittelte von 2011 bis 2015 als Kriminalhauptkommissarin an der Seite des erfahrenen brandenburgischen Dorfpolizisten Horst Krause.
Olga Lenski schlug eine höhere Beamtenlaufbahn beim BKA in Wiesbaden aus, da es ihr wichtiger war, in ihrer alten Heimat Brandenburg zu ermitteln. Die mit einer Karriere beim BKA verbundenen bürokratischen Hürden und der eingeschränkte Verantwortungsbereich machten ihr diese Entscheidung leichter.
Ihr Beginn im neuen Wirkungsbereich war für beide Seiten nicht leicht, da die Kollegen sich keinen Reim darauf machen konnten, warum sie eine attraktive Stelle gegen ein Kommissariat in Brandenburg eintauschte. Auch waren sie und ihr neuer Kollege, der Revierpolizist Horst Krause, mit dem sie ab da zusammenarbeitete, anfangs wie Feuer und Wasser. Krause ist aus seinem Heimatort nur selten herausgekommen und hat es gerade mal bis zur Ostsee geschafft, Lenski dagegen ist weit gereist, lebte eine Zeit lang in New York City, übernachtet manchmal in ihrem Van und hat mit vielen verschiedenen Menschen an unterschiedlichen Orten Kontakte geknüpft. Sie hat eine Tochter. 
Schnell erkennt Lenski jedoch, wie wertvoll Krauses Mitarbeit für sie ist, da er nicht nur ganz ausgezeichnete Ortskenntnisse besitzt, sondern auch die Menschen seiner Heimat sehr gut kennt und zu nehmen weiß. Die letzte Folge mit ihr wurde im Januar 2021 ausgestrahlt.

### Andere Hauptfiguren
- Adam Raczek, dargestellt von Lucas Gregorowicz, bis 2022

Seit 2007 ermittelt Adam im Deutsch-Polnischen Kommissariat Swiecko. Sein Leben hat er auf seinen Job ausgerichtet. Er neigt zu Alleingängen und hält Abstimmungen mit Kollegen und Kolleginnen für ein "Kann". Der gebürtige Pole mit deutschem Pass, der seit seinem 10. Lebensjahr in Gelsenkirchen lebte, ist mit seinem Wissen über die Grenzregion für das Kommissariat unerlässlich. Er kennt die polnischen und deutschen Gesetze und fühlt sich in beiden Kulturen zu Hause. So kann er schnell und intuitiv Situationen einschätzen, die einen spezifisch polnischen Hintergrund haben, und, wenn die Kollegen nicht die polnische Sprache beherrschen, fungiert er als Übersetzer.
Adam ist kein Macho, dennoch hat er eine klare Vorstellung davon, was Frauen und Männer eint und worin sie sich unterscheiden. Doch auch Adams Leben unterliegt Veränderungen. Bis vor kurzem lebte Adam mit seiner Frau und den beiden Kindern in einem kleinen Dorf auf der polnischen Seite. Nach einem heftigen Streit zog Adam kurzerhand aus und wohnt seitdem allein in Frankfurt (Oder).
- Vincent Ross, dargestellt von André Kaczmarczyk, seit 2022

Vincent kam frisch von der Polizeischule ins Deutsch-Polnische Kommissariat in Swiecko, nachdem er die letzten Jahre in Berlin gelebt hat. Seine Kindheit und Jugend hat er in Frankfurt (Oder) verbracht. Er kommt aus einem für diese Stadt typischen "Arbeiterhaushalt". Vincent ist ein Einzelkind, eigentlich ein Wunschkind seiner Eltern, die ihm viel Liebe und Zuneigung gegeben hätten, wären sie nicht so sehr mit sich selbst und der Absicherung ihrer Existenz beschäftigt gewesen. Bevor Vincent zur Polizei ging, hat er sich bereits in unterschiedlichen Bereichen ausgetobt: Soziales Jahr, diverse Praktika und ein abgebrochenes Psychologiestudium. Er selbst hätte nie gedacht, dass er einmal bei der Polizei landen würde. Aber am Ende hat sein unerschöpfliches Interesse am Menschen dazu geführt, sich für eine höhere Laufbahn bei der Polizei zu bewerben. Die Aussicht auf einen sicheren Job im Öffentlichen Dienst war für ihn dabei ein wichtiger Aspekt.
Vincent ist frei von einem klassischen Rollenverständnis, er macht keinen Unterschied zwischen den Geschlechtern: Mensch ist Mensch, Frau, Mann, divers, egal – eine Facette, an die sich seine neuen Kollegen und Kolleginnen erst noch gewöhnen müssen. Vincent zeigt seine Gefühle, er ist frei von Vorurteilen und hat keinerlei Berührungsängste. Er spricht aus, was er denkt, und folgt seinen Emotionen direkt und impulsiv. Und er kann seinen Mitmenschen in die Seele schauen.
- Alexandra Luschke, dargestellt von Gisa Flake seit 2023[7], bereits im Film 11 Hermann (2021) als Episodenrolle aufgetreten

Alexandra war es in ihrer alten Arbeitsstelle in Cottbus gewohnt, dass ihr Chef den Ton angibt und Entscheidungen trifft. Mittlerweile ist sie im Deutsch-Polnischen Kommissariat in Swiecko angekommen und hat sich in kürzester Zeit eingearbeitet.
- Karl Rogov, dargestellt von Frank Leo Schröder seit 2023[7], bereits im Film 14 Der Gott des Bankrotts (2023) als Episodenrolle aufgetreten

Rogov stand bereits am Ende seiner beruflichen Laufbahn und war inzwischen froh, dass er im Job seine Ruhe hatte. Durch die Zusammenarbeit mit und in Schutznahme durch Vincent Ross hat die Provinz hinter sich gelassen und arbeitet mittlerweile fest im Deutsch-Polnischen Kommissariat in Swiecko, wo er gemeinsam, obwohl er kein Teamplayer ist, mit den Kollegen und Kolleginnen an der deutsch-polnischen Grenze ermittelt. Mit Vincent Ross hat er einen verlässlichen Kollegen, der sein Urteil und seine Erfahrungen schätzt und ihn zwingt, eigenverantwortlich Entscheidungen zu treffen und im Team zu arbeiten. Das ist für Rogov eine ganz neue, positive Erfahrung. Rogov gewinnt von Fall zu Fall an Selbstvertrauen, wurde er in der Vergangenheit allzu oft von anderen Menschen enttäuscht.

## Folgen
| Folge | Fall | Titel                           | Erstausstr.   | Ermittler (Fall)                 | Autor                                                         | Regie            | Besonderheiten          |
| ----- | ---- | ------------------------------- | ------------- | -------------------------------- | ------------------------------------------------------------- | ---------------- | ----------------------- |
| 354   | 1    | Grenzgänger                     | 20. Dez. 2015 | Lenski (9), Raczek (1)           | Claudia Boysen, Uwe Wilhelm, Jakob Ziemnicki                  | Jakob Ziemnicki  |                         |
| 356   | 2    | Der Preis der Freiheit          | 17. Apr. 2016 | Lenski (10), Raczek (2)          | Michael Vershinin                                             | Stephan Rick     |                         |
| 364   | 3    | Muttertag                       | 14. Mai 2017  | Lenski (11), Raczek (3)          | Eoin Moore, Anika Wangard                                     | Eoin Moore       |                         |
| 366   | 4    | Das Beste für mein Kind         | 3. Dez. 2017  | Lenski (12), Raczek (4)          | Elke Rössler, Jakob Ziemnicki                                 | Jakob Ziemnicki  |                         |
| 368   | 5    | Demokratie stirbt in Finsternis | 29. Apr. 2018 | Lenski (13), Raczek (5)          | Matthias Glasner und Mario Salazar                            | Matthias Glasner |                         |
| 373   | 6    | Der Fall Sikorska               | 25. Nov. 2018 | Lenski (14), Raczek (6)          | Bernd Lange und Hans-Christian Schmid                         | Stefan Kornatz   |                         |
| 378   | 7    | Heimatliebe                     | 25. Aug. 2019 | Lenski (15), Raczek (7)          | Christian Bach                                                | Christian Bach   |                         |
| 382   | 8    | Tod einer Journalistin          | 29. Dez. 2019 | Lenski (16), Raczek (8)          | Silja Clemens, Stephan Rick, Thorsten Wettcke                 | Stephan Rick     |                         |
| 385   | 9    | Heilig sollt ihr sein!          | 3. Mai 2020   | Lenski (17), Raczek (9)          | Hendrik Hölzemann                                             | Rainer Kaufmann  |                         |
| 389   | 10   | Monstermutter                   | 31. Jan. 2021 | Lenski (18), Raczek (10)         | Christian Bach                                                | Christian Bach   | Letzter Fall mit Lenski |
| 394   | 11   | Hermann                         | 5. Dez. 2021  | Raczek (11), Luschke (1)         | Mike Bäuml                                                    | Dror Zahavi      | Erster Fall mit Luschke |
| 396   | 12   | Hildes Erbe                     | 30. Jan. 2022 | Raczek (12), Ross (1)            | Anika Wangard und Eoin Moore                                  | Eoin Moore       | Erster Fall mit Ross    |
| 401   | 13   | Abgrund                         | 11. Dez. 2022 | Raczek (13), Ross (2)            | Peter Dommaschk, Ralf Leuther                                 | Stephan Rick     | Letzter Fall mit Raczek |
| 402   | 14   | Der Gott des Bankrotts          | 5. Feb. 2023  | Ross (3), Rogov (1)              | Mike Bäuml                                                    | Felix Karolus    | Erster Fall mit Rogov   |
| 408   | 15   | Cottbus Kopflos                 | 12. Nov. 2023 | Ross (4), Luschke (2), Rogov (2) | Mike Bäuml, Axel Hildebrand                                   | Christoph Schnee |                         |
| 411   | 16   | Schweine                        | 24. März 2024 | Luschke (3), Rogov (3)           | Seraina Nyikos, Lucas Flasch, Mike Bäuml und Tomasz E. Rudzik | Tomasz E. Rudzik |                         |
| 415   | 17   | Wasserwege                      | 13. Okt. 2024 | Ross (5), Rogov (4)              | Seraina Nyikos, Lucas Flasch, Mike Bäuml und Felix Karolus    | Felix Karolus    |                         |
| 420   | 18   | Spiel gegen den Ball            | 22. Juni 2025 | Ross (6), Luschke (4)            | Michael Fetter Nathansky, Daniel Bickermann, Christian Werner | Christian Werner |                         |